# Hylaeus psammobius
Hylaeus psammobius är en biart som först beskrevs av Perkins 1911.  Hylaeus psammobius ingår i släktet citronbin, och familjen korttungebin. Inga underarter finns listade i Catalogue of Life.